# Morten Hegreberg
Morten Hegreberg (* 11. Juni 1977 in Stavanger) ist ein ehemaliger norwegischer Radrennfahrer.
1995 wurde Morten Hegreberg norwegischer Meister im Straßenrennen der Junioren. Ab 2000 fuhr er für ein Profi-Team und gewann eine Etappe beim Ringerike Grand Prix. Ende des Jahres fuhr er bei dem belgischen Radsportteam Ville de Charleroi-New Systems als Stagiaire und bekam für das folgende Jahr einen Vertrag. 2004 fuhr er ein Jahr bei Jartazi Granville und seit 2005 fuhr er für das norwegische Continental Team Sparebanken Vest. In seiner ersten Saison dort gewann Hegreberg eine Etappe beim FBD Insurance Rás und wurde Dritter der Gesamtwertung. Dasselbe gelang ihm ein Jahr später nochmal. Außerdem wurde er 2006 norwegischer Meister im Mannschaftszeitfahren und gewann ein Teilstück beim Jæren Sykkelfestival, wie auch 2007.
2004 startete Hegreberg bei den Olympischen Sommerspielen in Athen im olympischen Straßenrennen, das er aber nicht zu Ende fahren konnte.

## Erfolge
2000
- eine Etappe Ringerike Grand Prix

2005
- eine Etappe FBD Insurance Rás

2006
- eine Etappe FBD Insurance Rás
- – Mannschaftszeitfahren

## Teams
- 2000 Ville de Charleroi-New Systems (Stagiaire)
- 2001 Ville de Charleroi-New Systems
- 2004 Jartazi Granville
- 2005 Sparebanken Vest
- 2006 Sparebanken Vest
- 2007 Sparebanken Vest
- 2008 Sparebanken Vest